# Шандра, Владимир Николаевич
Влади́мир Никола́евич Ша́ндра (укр. Володимир Миколайович Шандра; род. 11 января 1963, Зборов, Тернопольская область) — украинский инженер-теплоэнергетик и политик, председатель Киевской областной государственной администрации (2014—2016).

## Биография
После окончания средней общеобразовательной школы в 1980 году начал трудовую деятельность шлифовщиком на производственном объединении «Тернопольский комбайновый завод имени XXV съезда КПСС».
С 1981 по 1987 годы учился на дневном отделении Московского инженерно-физического института (впоследствии факультет был выделен в Обнинский институт атомной энергетики) по специальности «атомные электростанции и установки». В 2006 году окончил Национальную академию управления, где получил квалификацию магистра финансов.
Трудовую деятельность начал в 1980 году шлифовщиком на Производственном объединении «Тернопольский комбайновый завод».
После окончания института в 1987 году — работал на Хмельницкой атомной электростанции, где прошел путь от оператора реакторного отделения, старшего инженера по ремонту и эксплуатации оборудования реакторного отделения до ведущего инженера по управлению реактором Хмельницкой атомной электростанции.
С 1992 по 2002 год работал на руководящих должностях в реальном секторе экономики.
В 2002 году избран народным депутатом Украины по списку от избирательного блока политических партий "Блок Виктора Ющенко «Наша Украина», был заместителем председателя комитета Верховной Рады Украины по вопросам промышленной политики и предпринимательства.
С февраля 2005 по август 2006 года — занимает должность Министра промышленной политики Украины.
С 2006 по 2007 год — советник Президента Украины.
С декабря 2007 по март 2010 года — занимает должность Министра по вопросам чрезвычайных ситуаций и по делам защиты населения от последствий Чернобыльской катастрофы.
2 марта 2014 года указом и. о. президента Украины, спикера украинского парламента А. Турчинова Шандра назначен губернатором Киевской области Украины.
27 января 2016 года председатель Киевской областной государственной администрации Владимир Шандра сообщил о том, что подал в отставку. «Хочу сообщить подписчикам своей страницы о том, что вчера написал заявление об увольнении по собственному желанию», — написал на своей странице в социальной сети Facebook Шандра.
Освобождён с занимаемой должности указом Президента Украины от 3 февраля 2016 года
Женат. Супруга — Антонина Евгеньевна (род. 1960). Сыновья — Андрей (род. 1980) и Антон (род. 1994).

## Звания и награды
Государственный служащий 1-го ранга (с октября 2006). Орден «За заслуги» III степени (сентябрь 2008).

## Примечание
1. 1 2  УКАЗ ПРЕЗИДЕНТА УКРАЇНИ №32/2016 — Офіційне інтернет-представництво Президента України. Дата обращения: 3 февраля 2016. Архивировано 16 февраля 2016 года.
2. ↑  Киевскую область возглавил бывший глава МЧС — Главком. Дата обращения: 2 марта 2014. Архивировано 2 марта 2014 года.